# Kard (vívás)
A kard (amerikai angolul: sabre/szablya, mindkét kiejtése /ˈseɪbər/) a modern vívás három fegyvernemének egyike. A kard mind a vágóéllel, mind a penge hátoldalával való szúrásra és vágásra alkalmas (ellentétben a többi modern vívófegyverrel, a párbajtőrrel és a tőrrel, ahol az érintést csak a penge hegyével értékelik).